# Lincoln Navicross
Lincoln Navicross — концепт, створений Lincoln і представлений на автосалоні в Детройті в 2003 році.
Автомобіль мав елементи стилю, схожі на концепт-кари Zephyr і MK9. Дві хромовані акцентні смуги, розміщені на лівому та правому передніх крилах автомобіля, проходять по всій довжині автомобіля, як у концептах MK9 та Mark X. Автомобіль мав характерну решітку радіатора Lincoln у формі водоспаду з емблемою Lincoln у центрі. Подібно до концептуальних моделей MKS , представлених на Детройтському автосалоні 2006 року, Navicross мав двері, що відкривалися по центру, які, за словами Форда, дають «необмежений вхід і вихід у розкішний салон». Центральні двері також з’явилися в концепт-карах Continental і MKS. 
В інтер’єрі були шкіряні сидіння з електрорегулюванням, клімат-контролем, а також «симетрична» панель приладів, яка, як і інші концептуальні моделі Lincoln і серійна модель Zephyr, мала як металеве, так і більш деревне оздоблення.
Концепт Navicross мав довжину 4740 мм і мав 20-дюймові легкосплавні диски разом із 4,2-літровим V8 з наддувом. Постійний повний привід і система контролю за спуском (HDC) були серед технічних переваг концептуального автомобіля.